# Armadillidium ruffoi
Armadillidium ruffoi är en kräftdjursart som beskrevs av Arcangeli 1940. Armadillidium ruffoi ingår i släktet Armadillidium och familjen klotgråsuggor. Inga underarter finns listade i Catalogue of Life.